# Agoraea internervosa
Agoraea internervosa là một loài bướm đêm thuộc phân họ Arctiinae, họ Erebidae.